# Bruce Jennings (Skispringer)
Bruce Jennings (* 1948) ist ein ehemaliger US-amerikanischer Skispringer.

## Werdegang
Sein internationales Debüt gab Jennings bei der Vierschanzentournee 1969/70. Nach dem 32. Platz auf der Schattenbergschanze in Oberstdorf erreichte er mit Rang 25 in Garmisch-Partenkirchen seine beste Einzelplatzierung der Karriere. Nach den Plätzen 32 und 61 in Innsbruck und Bischofshofen belegte er zum Tournee-Ende den 32. Platz der Gesamtwertung. Auch bei der folgenden Vierschanzentournee 1970/71 ging Jennings an den Start. Jedoch konnte er an die Ergebnisse aus dem Vorjahr nicht mehr anknüpfen und landete auf Rang 40 der Gesamtwertung.
Nach dem Ende seiner Karriere arbeitete er als Skitrainer an der Norwich University. 1981 gewann er die US Masters Championships auf dem Dartmouth Golf Course Jump in Hanover.

## Erfolge

### Vierschanzentournee-Platzierungen
| Saison  | Platz | Punkte |
| ------- | ----- | ------ |
| 1969/70 | 32.   | 782,2  |
| 1970/71 | 40.   | 762,8  |